# Jane (métro de Toronto)
Pour les articles homonymes, voir Jane.
Jane est une station de la ligne 2 Bloor-Danforth, du métro de la ville de Toronto en Ontario au Canada. Elle est située au numéro 2440 Bloor Street West à l'intersection de Jane Street.

## Situation sur le réseau

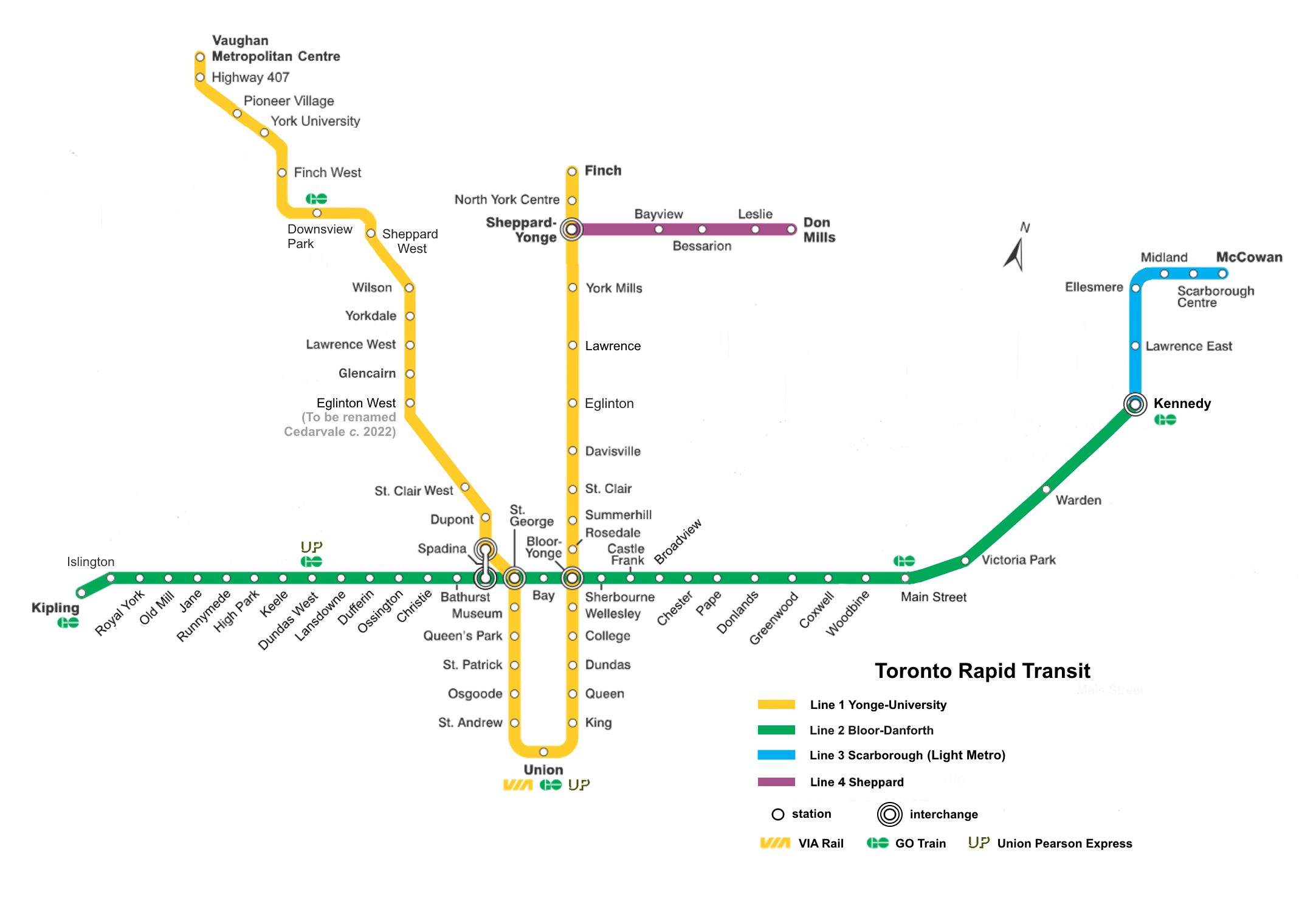
Plan du métro de Toronto (2018).

Établie en surface, la station Jane de la ligne 2 Bloor-Danforth, précède la station Old Mill, en direction du terminus Kipling, et elle est suivie par la station Runnymede en direction du terminus Kennedy.

## Histoire
La station est inaugurée le 10 mai 1968.
Au cours de l'année 2009-2010, la fréquentation station est en moyenne de 16 730 passagers par jour.

## Services aux voyageurs

### Intermodalité
La station est desservie par les bus des lignes : 26 Dupont et 35 Jane.